# Экономика Сахалинской области
Сахалинская область имеет важное экономическое значение для Дальневосточного экономического района, основными отраслями специализации области являются нефтегазовая, рыбная, лесная, горнодобывающая промышленность и металлообработка. Объём валового регионального продукта Сахалинской области в 2012 году составил 706,600 млрд. рублей, по этому показателю регион занимает 19-е место в России и 1-е место среди регионов Дальнего Востока. По показателю ВРП на душу населения в 2010 году область находилась на третьем месте после Тюменской области и Москвы, а в 2011 г. уже на первом месте, тем самым обогнав Тюменскую область и Москву.

## Структура экономики
| Отрасль                                                                               | Оборот организаций (в млн руб.) | Оборот организаций (в % от общего оборота) |
| ------------------------------------------------------------------------------------- | ------------------------------- | ------------------------------------------ |
| Сельское, лесное хозяйство, охота, рыболовство и рыбоводство                          | 42460,6                         | 3,4                                        |
| Добыча полезных ископаемых                                                            | 658385,8                        | 53,7                                       |
| Обрабатывающие производства                                                           | 40614,2                         | 3,3                                        |
| Обеспечение электрической энергией, газом и паром                                     | 21494,1                         | 1,7                                        |
| Водоснабжение; водоотведение, сбор и утилизация отходов                               | 2474,1                          | 0,2                                        |
| Строительство                                                                         | 78649,1                         | 6,4                                        |
| Торговля оптовая и розничная; ремонт автотранспортных средств                         | 209900,8                        | 17,1                                       |
| Транспортировка и хранение                                                            | 75858,4                         | 6,2                                        |
| Гостиницы и общественное питание                                                      | 6875,3                          | 0,5                                        |
| Информация и связь                                                                    | 9838,3                          | 0,8                                        |
| Операции с недвижимым имуществом                                                      | 21134,6                         | 1,7                                        |
| Профессиональная, научная и техническая деятельность                                  | 27480,5                         | 2,2                                        |
| Административная деятельность                                                         | 10642,1                         | 0,8                                        |
| Государственное управление и обеспечение военной безопасности; социальное обеспечение | 694,3                           | 0,05                                       |
| Образование                                                                           | 1789,4                          | 0,1                                        |
| Здравоохранение и социальные услуги                                                   | 16233,2                         | 1,3                                        |
| Культура, спорт, организация досуга и развлечений                                     | 493,2                           | 0,04                                       |
| Прочие услуги                                                                         | 639,0                           | 0,05                                       |
| Всего                                                                                 | 1225812,5                       | 100                                        |

## Валовой региональный продукт
По объёму ВРП Сахалинская область в 2016 году заняла 24 место среди субъектов РФ. По ВРП на душу населения за тот же год — 4 место по стране.
За десятилетие с 2001 по 2011 гг. в объёме ВРП области произошли «революционные изменения», он увеличился почти в 13 раз (больше, чем в любом другом субъекте России). Причиной взрывного роста стала разработка нефтегазовых месторождений, катализатором которой послужили огромные иностранные инвестиции из Японии (28,7 % общего объёма инвестиций), Нидерландов (27,2 %), Багамских островов (26,3 %), Индии (17,5 %) и других стран, получивших возможность работать на совместных с отечественными компаниями проектах.
| Отрасль                                                                               | ВРП (в млн руб.) | ВРП (в %) |
| ------------------------------------------------------------------------------------- | ---------------- | --------- |
| Сельское хозяйство, охота и лесное хозяйство                                          | 8026,7           | 1,045     |
| Рыболовство, рыбоводство                                                              | 40097,4          | 5,22      |
| Добыча полезных ископаемых                                                            | 413827,4         | 53,89     |
| Обрабатывающие производства                                                           | 21127,6          | 2,75      |
| Производство и распределение электроэнергии, газа и воды                              | 10652,5          | 1,38      |
| Строительство                                                                         | 48738,7          | 6,34      |
| Торговля оптовая и розничная; ремонт автотранспортных средств                         | 42681,2          | 5,55      |
| Гостиницы и рестораны                                                                 | 4630,8           | 0,6       |
| Транспорт и связь                                                                     | 39156,1          | 5,09      |
| Финансовая деятельность                                                               | 757,9            | 0,09      |
| Операции с недвижимым имуществом, аренда и предоставление услуг                       | 68484,4          | 8,9       |
| Государственное управление и обеспечение военной безопасности; социальное обеспечение | 28277,8          | 3,68      |
| Образование                                                                           | 13991,8          | 1,82      |
| Здравоохранение и социальные услуги                                                   | 20999,8          | 2,73      |
| Прочие коммунальные, социальные и персональные услуги                                 | 6389,0           | 0,83      |
| Всего                                                                                 | 767839,0         | 100       |

## Промышленность
Экономика области всегда носила и носит ярко выраженный индустриальный характер, в промышленности занято почти 20 % работающего населения и создаётся более 60 % валового регионального продукта. Крупнейшими промышленными центрами области являются Южно-Сахалинск, Холмск, Корсаков и Оха.
Крупные предприятия:
- ОАО «Южно-Сахалинский молочный комбинат»
- ОАО «Южно-Сахалинский хлебокомбинат имени Кацева»
- ЗАО «Рыбокомбинат „Островной“»
- ОАО «Сахалинский пищевой комбинат»
- Судоремонтный завод ЗАО «Сахалинремфлот»
- ОАО «Холмская жестянобаночная фабрика»
- ОАО «Холмский хлебокомбинат»
- База обрабатывающего флота АООТ «Сахморепродукт»

- ООО «РН — Сахалинморнефтегаз»
- ОАО «Поронайский молокозавод»

Также в Сахалинской области специализируются на добыче и переработке рыбы, производстве продукции лесной, деревообрабатывающей и целлюлозно-бумажной промышленности. В области ведется добыча нефти, газа, угля.
Основные отрасли промышленности: пищевая, лесная, деревообрабатывающая, целлюлозно-бумажная, легкая промышленность; топливная, производство стройматериалов. Сахалинская область является монополистом в России по производству пищевого агар-агара.

### Энергетика
Особенностью энергетики Сахалинской области является изолированность от Единой энергосистемы России, а также разделенность на ряд не связанных друг с другом энергорайонов и энергоузлов. По состоянию на 2018 год, на территории Сахалинской области эксплуатировались 4 крупные тепловые электростанции, а также ряд небольших электростанций, общей мощностью 748,9 МВт. В 2018 году они произвели 2785 млн кВт·ч электроэнергии. Наиболее крупные электростанции: Южно-Сахалинская ТЭЦ-1, Сахалинская ГРЭС (ПАО «Сахалинэнерго»), Ногликская ГЭС, Охинская ТЭЦ.

## Сельское хозяйство
Из-за трудных погодных условий сельское хозяйство области получило своё развитие, в основном, в южных районах. Здесь успешно выращивают овощи: картофель, кормовые культуры, капусту, свеклу, морковь, чеснок, лук, помидоры, огурцы. Также развито животноводство, здесь разводят крупный рогатый скот, свиней, оленей, птицу. Оленеводство было характерно для некоторых коренных народов области, но большого развития в советский период не получило - в 1990 году в регионе было 3,9 тыс. оленей. В 1990-е годы, в отличие от других регионов поголовье оленей в области почти не изменилось - в 2000 году их было 3,3 тыс. Затем оленеводство почти сошло на нет: в 2010 году в области было только 170 оленей.
В структуре сельского хозяйства Сахалинской области в 2015 году на долю продукции растениеводства приходится 70,0% (7,8 млрд руб.), на долю животноводства - 30,0% (3,3 млрд руб.).

### Животноводство
На 1 января 2021 (на 1 января 2017) поголовье скота составляет:
Крупный рогатый скот, 
Хозяйства всех категорий 28447 (20270) голов, из них Сельскохозорганизации 17098 (10830), 
Хозяйства населения  4332 (5253), КФХ 7017 (4187)
Молочные коровы, 
Хозяйства всех категорий 12018 (8451) голов, из них Сельскохозорганизации 7346 (4583), Хозяйства населения  1852 (2152), КФХ 2820 (1716)
Свиньи, 
Хозяйства всех категорий 48539 (24955) голов, из них Сельскохозорганизации 45445 (18728), Хозяйства населения  2780 (5022), КФХ 314 (1205)
Овцы и козы, 
Хозяйства всех категорий 4753 (5127) голов, из них Сельскохозорганизации 10 (363), Хозяйства населения  3266 (2888), КФХ 1477 (1876) 
В 2019 году (в 2015 году) в хозяйствах всех категорий произведено на убой скота и птицы (в живом весе) 8350 тонн (3178 тонн), производство молока составило 41704 тонн (27914 тонн), производство яиц составило 142,5 млн штук (125,4 тонн). 
Растениеводство
Валовой сбор основных сельскохозяйственных культур в хозяйствах всех категорий за 2020 год составил: Картофель с площади 3439,9 га собрано 65,2 тыс. тонн, Овощи (всего с открытого и закрытого грунта) с площади 1503,2 га собрано 40,4 тыс. тонн.

## Транспорт
Транспорт — одна из важнейших отраслей экономики области, обеспечивающая экономические связи как внутри островной области, так и с материковой частью Дальнего Востока и с другими регионами страны. Представлен автомобильным, железнодорожным, морским, авиационным, трубопроводным видами транспорта.